# Vaudes
Vaudes település Franciaországban, Aube megyében. Lakosainak száma 708 fő (2022. január 1.). Vaudes Clérey, Montceaux-lès-Vaudes, Rumilly-lès-Vaudes, Saint-Parres-lès-Vaudes és Saint-Thibault községekkel határos.

## Népesség
A település népessége az elmúlt években az alábbi módon változott:
| Lakosok száma | 353  | 670  | 626  | 591  | 710  | 718  | 716  | 720  | 721  | 708  |
|               | 1968 | 1982 | 1990 | 2006 | 2013 | 2015 | 2017 | 2019 | 2020 | 2022 |